# Райнвальд (Граубюнден)
Райнвальд (нім. Rheinwald GR) — громада  в Швейцарії в кантоні Граубюнден, регіон Віамала.

## Географія
Громада розташована на відстані близько 150 км на схід від Берна, 40 км на південний захід від Кура.
Райнвальд має площу 136,8 км², з яких на 1,1% дозволяється будівництво (житлове та будівництво доріг), 34,3% використовуються в сільськогосподарських цілях, 14,4% зайнято лісами, 50,1% не є продуктивними (річки, льодовики або гори).

## Демографія
2019 року в громаді мешкало 581 особа (-8,4% порівняно з 2010 роком), іноземців було 11,2%. Густота населення становила 4 осіб/км².
За віковим діапазоном населення розподілялося таким чином: 16,9% — особи молодші 20 років, 53% — особи у віці 20—64 років, 30,1% — особи у віці 65 років та старші. Було 273 помешкань (у середньому 2,1 особи в помешканні).
Із загальної кількості 351 працюючого 100 було зайнятих в первинному секторі, 48 — в обробній промисловості, 203 — в галузі послуг.